# ميليسا نج
ميليسا نج (بالإنجليزية: Melissa Ng)‏ هي ممثلة أمريكية، ولدت في 5 مايو 1972 في زونغشان في الصين.

## وصلات خارجية
- ميليسا نج على موقع IMDb (الإنجليزية)
- ميليسا نج على موقع قاعدة بيانات الفيلم (الإنجليزية)